# Orion (mytologie)

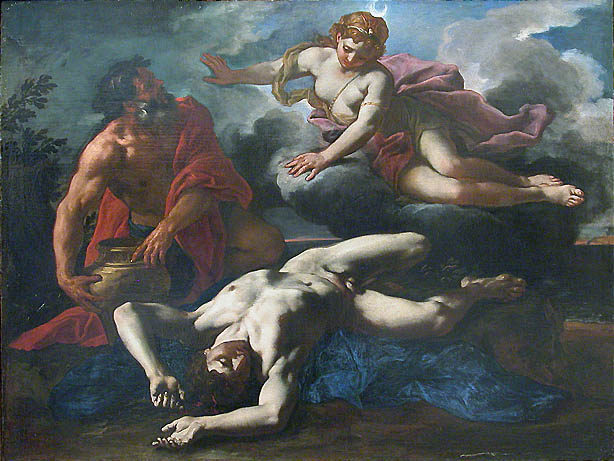
Zabitý Orion na obraze Daniela Seitera z roku 1685

Orión či Óarión je postava z řecké mytologie. V ní byl synem boha moří Poseidóna (díky tomu byl schopen chodit po vodě) a lovkyně (či Gorgóny) Euryaly. Pocházel z Boiótie a byl Titánem. Byl znám jako skvělý lovec (jeho souboj v lukostřelbě s bohyní lovu Artemis skončil remízou), ale také pro svou násilnickou povahu a nezkrotnou touhu. Kvůli ní ho král Oinopión, Dionýsův syn, oslepil, poté co přiopilý Orion svedl jeho ženu Meropé. Orion se pak vydal přes moře na ostrov Lemnos, kde získal Héfaistova kovářského tovaryše, dívku Cedailón, jako společníka, to proto, aby se s ní mohl vydat do Kolchidy, na "konec světa", ke slunečnímu bohu Héliovi, neboť jen jeho paprsky mu mohly navrátit zrak. To se také podařilo. Poté, co byl bohyní Artemis, která ho milovala, nešťastnou náhodou zabit (v některých verzích šlo ovšem o Artimidin záměr, například aby zabránila Orionovi vybít všechna pozemská zvířata), byl jí vyzvednut na nebesa, kde dle pověsti září jakožto souhvězdí (Orionu). Podle jiné verze Orion zemřel po bodnutí obrovského štíra, kterého na něj poštvala nahněvaná bohyně Héra.